# الدوري الإيطالي

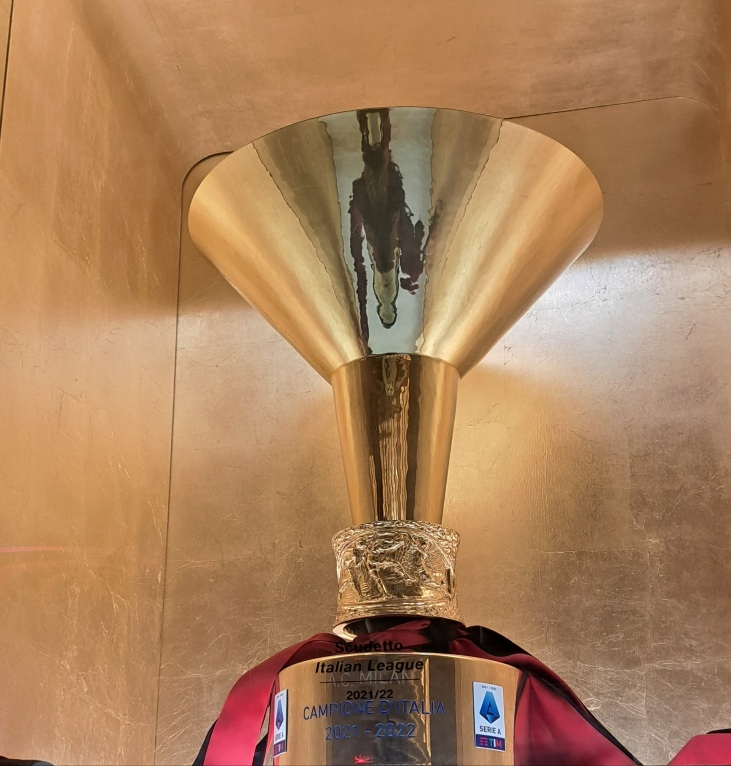
كأس بطولة الدوري الإيطالي

الدوري الإيطالي الدرجة الأولى (بالإيطالية: Serie A) ويعرف بسيريا أ اختصاراً وبدوري تيم للدرجة الأولى لأسباب متعلقة بالرعاية (Serie A TIM)، هو المسابقة الأعلى درجة من دوري كرة القدم للأندية المحترفة في إيطاليا، ويعد من نخبة الدوريات على مستوى العالم، عرف انطلاقته الأولى سنة 1898.

## عن الدوري
أطلق الاتحاد الإيطالي لكرة القدم مباشرة بعد تأسيسه في 26 مارس 1898 مسابقة الدوري الإيطالي، وأقيمت النسخة الأولى بمشاركة أربع فرق في يوم واحد على أرضية ترابية بفيلودروم أومبرتو الأول بتورينو أمام حضور جماهيري لا يتجاوز 150 شخصا، ليشهد الدوري الإيطالي منذئذ تغييرات جذرية على نظامه الأساسي، ويسجل نجاحات كبرى لأنديته على الساحة القارية والدولية، وتطورا كبيرا في المتابعة الجماهيرية واستقطاب ألمع وأمهر نجوم كرة القدم في العالم حتى صار يوصف بجنة كرة القدم في ثمانينات القرن الماضي. ورغم تراجع صيته بعد فضيحة الكالتشيوبولي، إلا أنه تطور بشكل سريع في العشرية الأخيرة، ويحقق حاليا نموا هائلا للعائدات المالية التي ناهزت 2.5 مليار يورو في موسم 2018–19.
تاريخيا تعتبر الأندية الإيطالية من بين أكثر الأندية الأوروبية وصولا للنهائيات وإحرازا للألقاب القارية بعد الأندية الإسبانية، بواقع 36 بطولة أوروبية مقسمة كالتالي: دوري أبطال أوروبا 12 لقبا، كأس الاتحاد الأوروبي 9 ألقاب، كأس السوبر الأوروبي 9 ألقاب، كأس أبطال الكؤوس 7 ألقاب، ولإيه سي ميلان حصة الأسد منها بواقع 14 لقبا يحتل بها الصف الثاني أوروبيا بعد ريال مدريد. كما يعد الميلان أيضا من أنجح الأندية على مستوى العالم من ناحية الفوز بالألقاب الدولية والقارية بـ 18 لقبا، في المقابل فإن يوفنتوس هو أنجح الفرق الإيطالية محليا برصيد 56 لقبا، ويفتخر إنتر ميلان بكونه الفريق الإيطالي الوحيد الذي حقق الثلاثية التاريخية في موسم 2009–10. وتجدر الإشارة أنه يلعب في الدوري الإيطالي ثلاثة من الأندية المؤسسة لمجموعة جي–14 القوة الضاغطة للأندية الأوروبية في التفاوض مع اليويفا، وهي يوفنتوس وإيه سي ميلان وإنتر ميلان. أما من ناحية الجوائز الفردية فإن الأندية الإيطالية تمتلك نصيب الأسد في الفوز بجائزة الكرة الذهبية بـ 20 مرة.
حاليا (فبراير 2021) يحتل الدوري الإيطالي المركز الثالث بين الدوريات الأوروبية اعتمادا على نتائج أنديتها في البطولات الأوروبية، والأفضل في العالم بختام سنة 2020 حسب تصنيف الاتحاد الدولي للتاريخ وإحصاءات كرة القدم IFFHS.

## تاريخ البطولة
كانت بداية بطولة الدوري الإيطالي مع تأسيس اتحاد الكرة في مارس 1898 برئاسة المهندس ماريو فيكارى وانضمت إلى الاتحاد أربعة أندية هي جنوة وتورينيزي وانترناسيونالي دى تورينو وجيمناستيك سوسايتي اوف تورينو، أي ثلاثة أندية من مدينة تورينو ونادٍ واحد من جنوة، وأقيمت البطولة في مدينة تورينو في مايو 1898 وفي يوم واحد فقط، وفاز بها الفريق الزائر جنوة، كانت هناك أندية كثيرة في هذا الوقت، ولكنها فضلت عدم المشاركة بسبب خلافات مع الاتحاد الإيطالي واختارت أن تشارك بدلا من ذلك في بطولات إقليمية محلية.
سيطر جنوة بعد ذلك على لقب الدوري لسنوات، ثم بدأ الدوري يشهد مشاركة أندية كميلان واليوفى والإنتر وأيضا انضمام أندية الجنوب كنابولي وغيرها بعد سنة 1913، ورغم أن فترة الحرب العالمية الأولى تسببت في إيقاف بطولة الدوري، إلا أن البطولة استمرت على شكل دوريات محلية في الشمال والجنوب، والمعروف أيضا أنه وحتى سنة 1929 كانت بطولة الدوري تجرى على شكل مجموعتين (شمال وجنوب)، ولكن هذا النظام تم إلغاؤه مع بداية موسم 1929–1930، وبدأ الاتحاد الإيطالي في تطبيق نظام البطولة الأساسي بـ18 فريقا، وهذا ما أدى إلى بداية الدوري الاحترافي الإيطالي بدرجته الأولى Serie A وأيضا الأقسام السفلى التي أدخلت عليها الكثير من التعديلات، أما كاس إيطاليا فانطلق سنة 1922 وسيطرت عليه بشكل عام أندية الشمال المتقدم، فيما أندية الجنوب لم تحقق إلا عدداً قليلاً من الكؤوس.

## نظام الدوري
منذ انطلاقته إلى الآن عرف الدوري الإيطالي عدة تغييرات على نظامه.
في البداية أقيمت النسخة الأولى على شكل بطولة إقصائية، والفريق الذي يفوز في النهائي يحرز اللقب ويتأهل مباشرة إلى نهائي الموسم التالي. استمر العمل بهذا النظام حتى سنة 1903، ليستبدل بنظام المجموعات الإقصائية على مستوى الأقاليم، ويتأهل متصدرو المجموعات لخوض الدور النهائي. في موسم 1929–30 سيتم اعتماد الصيغة الحالية، إذ يلعب كل فريق مع الآخر مرتين ذهابا وإيابا كمجموعة واحدة (دورة روبن).
حاليا؛ ينقسم الدوري الإيطالي لكرة القدم إلى أربعة درجات محترفة هي: سيريا أ، سيريا بي، سيريا سي 1، وسيريا سي 2. ودرجة واحدة نصف محترفة هي سيريا دي، ودرجة أخيرة للهواة تتكون من خمسة أقسام.
يعد دوري الدرجة الأولى Serie A أعلى منافسة رياضية في إيطاليا. وأحد أفضل دوريات كرة قدم في العالم، يتكون الدوري من 20 ناد يلعب كل فريق مع الآخر مرتين ذهابا وإيابا يهبط محتلي المراكز الثلاثة الأخيرة إلى دوري الدرجة الثانية الإيطالي Serie B ويصعد حائزا المركز الأول والثاني في دوري الدرجة الثانية ويلعب أصحاب المراكز من الثالث إلى السادس تصفيات تحدد صاحب المقعد الثالث (إن كان الفارق بين الثالث والرابع أقل من عشرة نقاط).
يتم تحديد البطل بمقياس الأكثر حصدا للنقاط.

## الأكثر تتويجاً

### حسب النادي

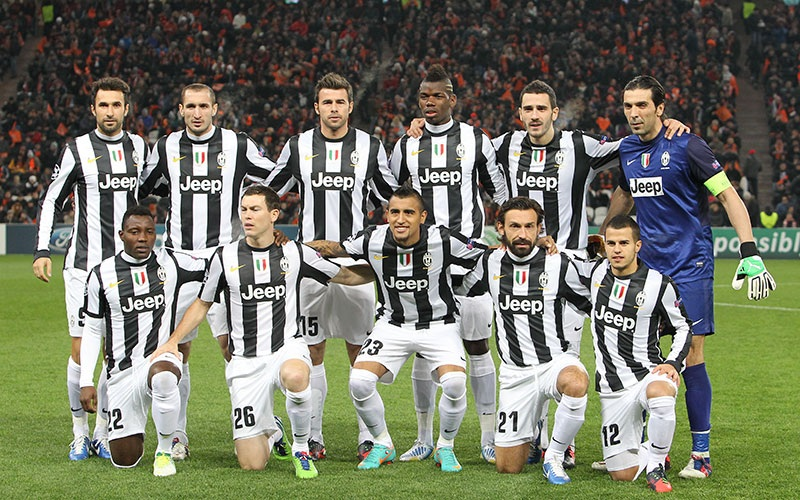
يوفنتوس النادي الأكثر تتويجاً بلقب الدوري

| النادي       | البطل | الوصيف | مواسم البطولة |
| ------------ | ----- | ------ | --- |
| يوفنتوس      | 36    | 21     | 1905، 1925–26، 1930–31، 1931–32، 1932–33، 1933–34، 1934–35، 1949–50، 1951–52، 1957–58، 1959–60، 1960–61، 1966–67، 1971–72، 1972–73، 1974–75، 1976–77، 1977–78، 1980–81، 1981–82، 1983–84، 1985–86، 1994–95، 1996–97، 1997–98، 2001–02، 2002–03، 2004–05، 2011–12، 2012–13، 2013–14، 2014–15، 2015–16، 2016–17، 2017–18، 2018–19، 2019–20 |
| إنتر ميلان   | 20    | 16     | 1909–10، 1919–20، 1929–30، 1937–38، 1939–40، 1952–53، 1953–54، 1962–63، 1964–65، 1965–66، 1970–71، 1979–80، 1988–89، 2005–06، 2006–07، 2007–08، 2008–09، 2009–10، 2020–21، 2023–24 |
| ميلان        | 19    | 15     | 1901، 1906، 1907، 1950–51، 1954–55، 1956–57، 1958–59، 1961–62، 1967–68، 1978–79، 1987–88، 1991–92، 1992–93، 1993–94، 1995–96، 1998–99، 2003–04، 2010–11، 2021–22 |
| جنوة         | 9     | 4      | 1898، 1899، 1900، 1902، 1903، 1904، 1914–15، 1922–23، 1923–24 |
| تورينو       | 7     | 7      | 1926–27، 1927–28، 1942–43، 1945–46، 1946–47، 1947–48، 1948–49، 1975–76 |
| بولونيا      | 7     | 4      | 1924–25، 1928–29، 1935–36، 1936–37، 1938–39، 1940–41، 1963–64 |
| برو فيرتشيلي | 7     | 1      | 1908، 1909، 1910–11، 1911–12، 1912–13، 1920–21، 1921–22 (CCI) |
| نابولي       | 4     | 8      | 1986–87، 1989–90، 2022–23، 2024–25. |
| روما         | 3     | 14     | 1941–42، 1982–83، 2000–01 |
| لاتسيو       | 2     | 6      | 1973–74، 1999–2000 |
| فيورنتينا    | 2     | 5      | 1955–56، 1968–69 |
| كالياري      | 1     | 1      | 1969–70 |
| كاسالي       | 1     | –      | 1913–14 |
| نوفيسي       | 1     | –      | 1921–22 (FIGC) |
| هيلاس فيرونا | 1     | –      | 1984–85 |
| سامبدوريا    | 1     | –      | 1990–91 |

- الخط الغليظ يشير إلى الأندية التي تلعب في الدوري الإيطالي 2019–20
- مُنح وسام إلى سبيزيا في عام 2002 من قبل الاتحاد الإيطالي لكرة القدم عن البطولة الإيطالية العليا 1944. ومع ذلك، فقد صرّح الاتحاد الإيطالي بأنها لا تُعتبر سكوديتو.

### حسب المدينة
| المدينة          | الألقاب | الأندية                     |
| ---------------- | ------- | --------------------------- |
| تورينو           | 43      | يوفنتوس (36)، تورينو (7)    |
| ميلانو           | 39      | إنتر ميلان (20)، ميلان (19) |
| جنوة             | 10      | جنوة (9)، سامبدوريا (1)     |
| بولونيا          | 7       | بولونيا (7)                 |
| فيرتشيلي         | 7       | برو فيرتشيلي (7)            |
| روما             | 5       | روما (3)، لاتسيو (2)        |
| فلورنسا          | 2       | فيورنتينا (2)               |
| نابولي           | 4       | نابولي (4)                  |
| كالياري          | 1       | كالياري (1)                 |
| كازالي مونفيراتو | 1       | كاسالي (1)                  |
| نوفي ليغوري      | 1       | نوفيسي (1)                  |
| فيرونا           | 1       | هيلاس فيرونا (1)            |

### حسب الإقليم
| الإقليم        | الألقاب | الأندية                                                            |
| -------------- | ------- | ------------------------------------------------------------------ |
| بييمونتي       | 52      | يوفنتوس (36)، تورينو (7)، برو فيرتشيلي (7)، كاسالي (1)، نوفيسي (1) |
| لومبارديا      | 39      | إنتر ميلان (20)، ميلان (19)                                        |
| ليغوريا        | 10      | جنوة (9)، سامبدوريا (1)                                            |
| إميليا-رومانيا | 7       | بولونيا (7)                                                        |
| لاتسيو         | 5       | روما (3)، لاتسيو (2)                                               |
| كامبانيا       | 4       | نابولي (4)                                                         |
| توسكانا        | 2       | فيورنتينا (2)                                                      |
| سردينيا        | 1       | كالياري (1)                                                        |
| فينيتو         | 1       | هيلاس فيرونا (1)                                                   |

## أندية الدوري الإيطالي
قبل عام 1929، تنافست الكثير من الأندية على لقب الدوري (65 فريق) وذلك عن طريق البطولات الإقليمية والتي تشابهها إلى أن تم تغيير نظام الدوري عام 1929. القائمة التالية توضح الفرق التي نافست ولعبت في الدوري الدرجة الأولى منذ عام 1929.
عدد المشاركات في الدرجة الأولى
هناك 67 فريقًا شاركوا في 92 بطولة دوري الدرجة الأولى الإيطالي من موسم 1929–30 وحتى موسم 2023–24. الفرق بالخط الغامق مشاركة في دوري الدرجة الأولى الإيطالي حاليا. إنتر ميلان هو الفريق الوحيد الذي لعب في الدوري الإيطالي الدرجة الأولى في كل المواسم.
|  | - 92 موسم: إنتر ميلان - 91 موسم: يوفنتوس، روما - 90 موسم: ميلان - 86 موسم: فيورنتينا - 81 موسم: لاتسيو - 80 موسم: تورينو - 78 موسم: نابولي - 77 موسم: بولونيا - 66 موسم: سامبدوريا - 63 موسم: أتالانتا - 54 موسم: جنوة - 51 موسم: أودينيزي - 43 موسم: كالياري - 33 موسم: هيلاس فيرونا - 30 موسم: باري، فيتشينزا - 29 موسم: باليرمو - 27 موسم: بارما - 26 موسم: تريستينا - 23 موسم: بريشيا | - 19 موسم: سبال - 18 موسم: ليفورنو، ليتشي - 17 موسم: كاتانيا، كييفو - 16 موسم: أسكولي، بادوفا، إمبولي - 13 موسم: أليساندريا، تشيزينا، كومو، مودينا، بيروجيا، نوفارا - 12 موسم: برو باتاريا، فينيزيا - 11 موسم: فوجيا، ساسولو - 10 مواسم: أفيلينو - 9 مواسم: ريجينا، سيينا - 8 مواسم: لوكيزي، بياتشينزا، سامبدوريا، كريمونيسي - 7 مواسم: كاتانزارو، مانتوفا، بيسكارا، بيزا، فاريسي - 6 مواسم: برو فيرتشيلي - 5 مواسم: ميسينا، ساليرنيتانا - 4 مواسم: كاسالي - 3 مواسم: كروتوني، ليكو، لنيانو، ريجيانا، سبيزيا - 2 موسمين: أنكونا، بينيفينتو، ترنانا - 1 موسم واحد: كاربي، بيستويسي، تريفيزو |

- الفرق المظللة تلعب في الدرجة الأولى.
- أصبح إنتر ميلان النادي الوحيد الذي لعب كل المواسم في الدرجة الأولى ولم يهبط للدرجة الثانية، وذلك بعد سقوط يوفنتوس للدرجة الثانية بعد فضيحة الكالتشيوبولي.
- نوفيسي هو النادي الوحيد الذي فاز بلقب الدوري الإيطالي ولم يشارك في الدرجة الأولى أو في الدرجة الثانية، حيث فاز بلقب البطولة قبل نظام البطولة الحالي.[14]

## الشعار

شعار البطولة من 1997 حتى 2010
شعار البطولة من 2016 حتى 2021

## حقوق النقل في منطقة الشرق الأوسط وشمال أفريقيا
كانت شبكة "beIN SPORTS" الناقل الحصري لمباريات الدوري الإيطالي، بما فيها مباريات يوفنتوس، في منطقة الشرق الأوسط والدول العربية، لكن لم تحصل أي جهة على حقوق بث مباريات البطولة في الموسم الماضي 2021-22، لتقرر رابطة الدوري الإيطالي إتاحتها مجانًا للجمهور العربي عبر قناة "Seria A Youtube" في منصة "يوتيوب".وكانت رابطة الدوري الإيطالي قد تلقت عروضًا في وقت سابق من  "beIN SPORTS" وشركة "أبو ظبي للإعلام" من أجل شراء حقوق بث الدوري الإيطالي 2021-23، وبعد دراسة كلا العرضين، فازت مجموعة قنوات أبو ظبي الرياضية بحقوق البث الحصري لمباريات الدوري الإيطالي في الشرق الأوسط وشمال أفريقيا لمدة 3 سنوات.

## الإحصائيات

### أكثر اللاعبين مشاركةً

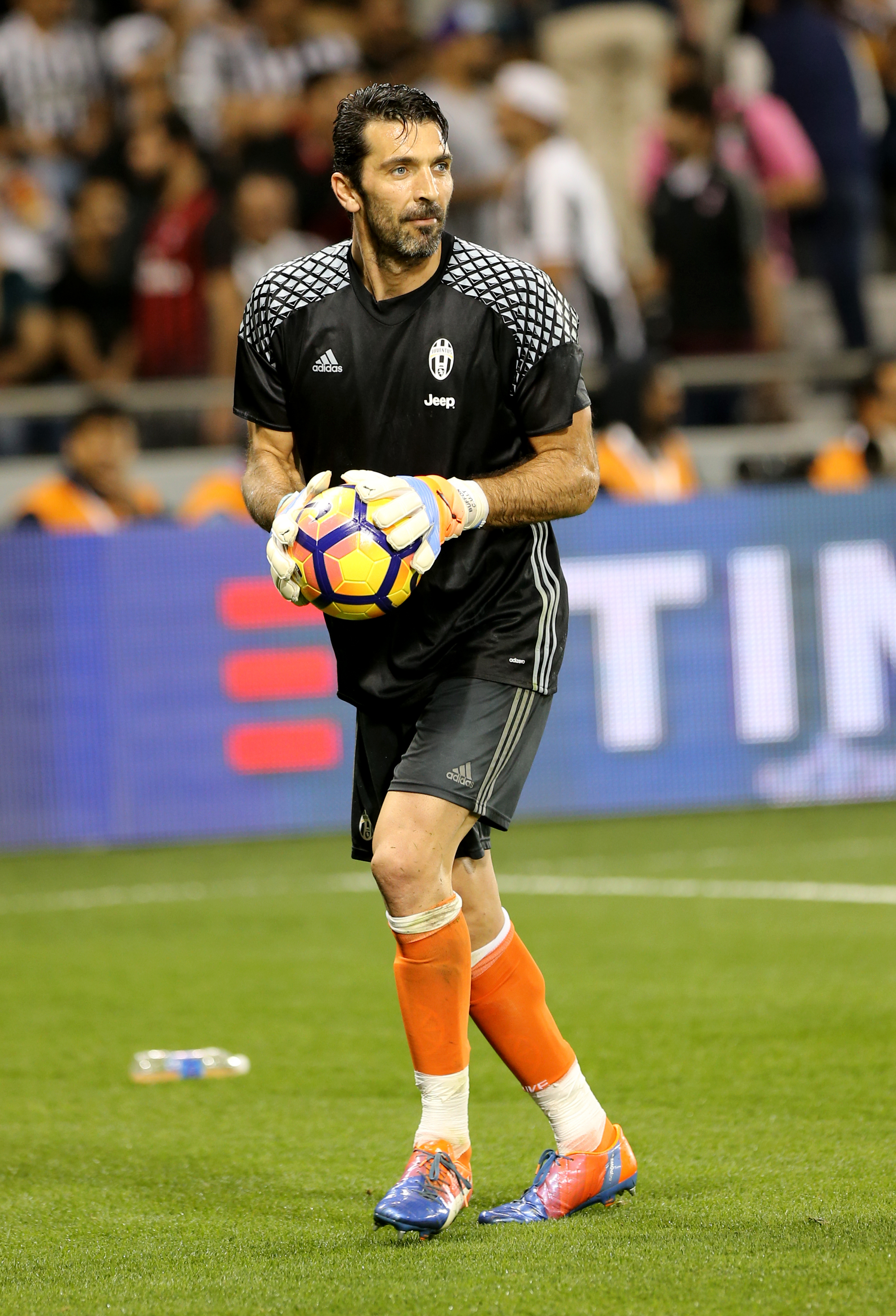
جانلويجي بوفون أكثر اللاعبين ظهوراً في الدوري الإيطالي برصيد 657 مباراة.

آخر تحديث 21 أبريل 2021.
| الترتيب | اللاعب           | الأندية                                                            | سنوات اللعب                   | المشاركة | الأهداف |
| ------- | ---------------- | ------------------------------------------------------------------ | ----------------------------- | -------- | ------- |
| 1       | جانلويجي بوفون   | بارما، يوفنتوس                                                     | 1995–2006 2007–2018 2019–2021 | 657      | 0       |
| 2       | باولو مالديني    | إيه سي ميلان                                                       | 1984–2009                     | 647      | 29      |
| 3       | فرانشيسكو توتي   | روما                                                               | 1992–2017                     | 619      | 250     |
| 4       | خافيير زانيتي    | إنتر ميلان                                                         | 1995–2014                     | 615      | 12      |
| 5       | جيانلوكا باليوكا | سامبدوريا، إنتر ميلان، بولونيا، أسكولي                             | 1987–2005 2006–2007           | 592      | 0       |
| 6       | دينو زوف         | أودينيزي، مانتوفا، نابولي، يوفنتوس                                 | 1961–1983                     | 570      | 0       |
| 7       | بيترو فييرجوود   | كومو، فيورنتينا، روما، سامبدوريا، يوفنتوس، إيه سي ميلان، بياتشينزا | 1980–2000                     | 562      | 38      |
| 8       | روبرتو مانشيني   | بولونيا، سامبدوريا، لاتسيو                                         | 1981–2000                     | 541      | 156     |
| 9       | سيلفيو بيولا     | برو فيرتشيلي، لاتسيو، يوفنتوس، نوفارا                              | 1929–1943 1946–1947 1948–1954 | 537      | 274     |
| 10      | إنريكو ألبرتوزي  | فيورنتينا، كالياري، إيه سي ميلان                                   | 1958−1980                     | 532      | 0       |

### أكثر اللاعبين تسجيلاً

سيلفيو بيولا أكثر اللاعبين تسجيلاً في الدوري الإيطالي برصيد 274 هدفاً.

آخر تحديث 31 أغسطس 2024.
| الترتيب | اللاعب             | الأندية                                                                | سنوات اللعب                   | الأهداف | المشاركة | المعدل |
| ------- | ------------------ | ---------------------------------------------------------------------- | ----------------------------- | ------- | -------- | ------ |
| 1       | سيلفيو بيولا       | برو فيرتشيلي، لاتسيو، يوفنتوس، نوفارا                                  | 1929–1943 1946–1947 1948–1954 | 274     | 537      | 0.51   |
| 2       | فرانشيسكو توتي     | روما                                                                   | 1992–2017                     | 250     | 618      | 0.4    |
| 3       | غونار نوردال       | إيه سي ميلان، روما                                                     | 1949–1958                     | 225     | 291      | 0.77   |
| 4       | جوزيبي مياتزا      | إنتر ميلان، إيه سي ميلان، يوفنتوس                                      | 1929–1943 1946–1947           | 216     | 367      | 0.59   |
| 4       | جوزيه ألتافيني     | إيه سي ميلان، نابولي، يوفنتوس                                          | 1958–1976                     | 216     | 459      | 0.47   |
| 6       | أنتونيو دي ناتالي  | إمبولي، أودينيزي                                                       | 2002–2016                     | 209     | 445      | 0.47   |
| 7       | روبرتو باجو        | فيورنتينا، يوفنتوس، إيه سي ميلان، بولونيا، إنتر ميلان، بريشيا          | 1985–2004                     | 205     | 452      | 0.45   |
| 8       | تشيرو إيموبيلي     | يوفنتوس، جنوي، تورينو، لاتسيو                                          | 2008–2010 2012–2014 2015–2024 | 201     | 351      | 0.57   |
| 9       | كورت هامرين        | يوفنتوس، بادوفا، فيورنتينا، إيه سي ميلان، نابولي                       | 1956–1971                     | 190     | 400      | 0.48   |
| 10      | جوزيبي سينيوري     | فوجيا، لاتسيو، سامبدوريا، بولونيا                                      | 1991–2004                     | 188     | 344      | 0.55   |
| 10      | أليساندرو دل بييرو | يوفنتوس                                                                | 1993–2006 2007–2012           | 188     | 478      | 0.39   |
| 10      | ألبيرتو جيلاردينو  | بياتشينزا، هيلاس فيرونا، بارما، إيه سي ميلان، فيورنتينا، جنوي، بولونيا | 1999–2017                     | 188     | 502      | 0.37   |

## جوائز الدوري

### قائمة الهدافين
قائمة هدافي الدوري الإيطالي في المواسم العشر الأخيرة:
| الموسم  | اللاعب                       | النادي                  | عدد الأهداف |
| ------- | ---------------------------- | ----------------------- | ----------- |
| 2014–15 | لوكا توني ماورو إيكاردي      | هيلاس فيرونا إنتر ميلان | 22          |
| 2015–16 | غونزالو هيغواين              | نابولي                  | 36          |
| 2016–17 | إدين دجيكو                   | روما                    | 29          |
| 2017–18 | ماورو إيكاردي تشيرو إيموبيلي | إنتر ميلان لاتسيو       | 29          |
| 2018–19 | فابيو كوالياريلا             | سامبدوريا               | 26          |
| 2019–20 | تشيرو إيموبيلي               | لاتسيو                  | 36          |
| 2020–21 | كريستيانو رونالدو            | يوفنتوس                 | 29          |
| 2021–22 | تشيرو إيموبيلي               | لاتسيو                  | 27          |
| 2022–23 | فيكتور أوسيمين               | نابولي                  | 27          |
| 2023–24 | لاوتارو مارتينيز             | إنتر ميلان              | 24          |

### جوائز سابقة
- جائزة لاعب العام الإيطالي
- مدافع العام في الدوري الإيطالي
- جوائز أوسكار الكالتشيو

## كرة المباراة الرسمية
- 2007–2008: (بالإنجليزية: Nike T90 Aerow II)
- 2008–2009: (بالإنجليزية: Nike T90 Omni)
- 2009–2010: (بالإنجليزية: Nike T90 Ascente)
- 2010–2011: (بالإنجليزية: Nike T90 Tracer)
- 2011–2012: (بالإنجليزية: Nike Seitiro)
- 2012–2013: (بالإنجليزية: Nike Maxim)
- 2013–2014: (بالإنجليزية: Nike Incyte)
- 2014–2017: (بالإنجليزية: Nike Ordem)
- 2018–الآن: (بالإنجليزية: Nike Merlin)